# Norwegian International 2008
Die Norwegian International 2008 im Badminton fanden vom 13. bis zum 16. November 2008 in Oslo statt.

## Sieger und Platzierte
| Disziplin    | Gold                             | Silber                           | Bronze                                     |
| ------------ | -------------------------------- | -------------------------------- | ------------------------------------------ |
| Herreneinzel | Ville Lång                       | Henri Hurskainen                 | Raul Must                                  |
| Herreneinzel | Ville Lång                       | Henri Hurskainen                 | Hans-Kristian Vittinghus                   |
| Dameneinzel  | Zhang Xi                         | Larisa Griga                     | Anastasia Kudinova                         |
| Dameneinzel  | Zhang Xi                         | Larisa Griga                     | Camilla Sørensen                           |
| Herrendoppel | Michael Fuchs Ingo Kindervater   | Ruud Bosch Koen Ridder           | Kasper Faust Henriksen Christian Skovgaard |
| Herrendoppel | Michael Fuchs Ingo Kindervater   | Ruud Bosch Koen Ridder           | Jorrit de Ruiter Jürgen Wouters            |
| Damendoppel  | Anastasia Russkikh Irina Khlebko | Emelie Lennartsson Emma Wengberg | Patty Stolzenbach Ilse Vaessen             |
| Damendoppel  | Anastasia Russkikh Irina Khlebko | Emelie Lennartsson Emma Wengberg | Samantha Barning Paulien van Dooremalen    |
| Mixed        | Michael Fuchs Annekatrin Lillie  | Till Zander Gitte Köhler         | Kasper Faust Henriksen Britta Andersen     |
| Mixed        | Michael Fuchs Annekatrin Lillie  | Till Zander Gitte Köhler         | Tim Dettmann Anastasia Russkikh            |